# Shadow Warrior (jeu vidéo, 1997)
Pour les articles homonymes, voir Shadow Warriors (homonymie).
Shadow Warrior est un jeu vidéo de tir à la première personne développé par 3D Realms et publié par GT Interactive Software. La version shareware est sortie pour PC le 13 mai 1997, tandis que la version complète est sortie le 12 septembre 1997. Shadow Warrior a était développé en utilisant le moteur de jeu Build de Ken Silverman et amélioré sur le précédent jeu via le moteur de jeu Build de 3D Realms, Duke Nukem 3D. Mark Adams a porté Shadow Warrior sur Mac OS en août 1997.
Les améliorations du jeu comprenait l’introduction de véritables situations de pièce sur pièce, l’utilisation de voxels 3D au lieu de sprites 2D pour les armes et les objets d’inventaire utilisables, de l’eau transparente, des échelles grimpables et des véhicules variés à conduire (certaines armées). Bien que violent, le jeu avait son propre sens de l’humour et contenait des thèmes sexuels. Une combinaison de Shadow Warrior et Duke Nukem 3D : Atomic Édition a été publiée par GT Interactive Software en mars 1998, intitulée East Meets West.
En 2005, 3D Realms a publié le code source de Shadow Warrior (y compris le code d’objet du moteur de construction compilé) sous la licence GPL, qui a abouti au premier portage source, un jour plus tard le 2 avril 2005,. En 2013, Devolver Digital a annoncé que le jeu sera gratuit pour une durée limitée sur Steam,; plus tard, Devolver Digital a annoncé qu’il proposera le jeu gratuitement de manière permanente.
Un remake, également intitulé Shadow Warrior, a été développé par Flying Wild Hog et publié par Devolver Digital, publiée le 26 septembre 2013.

## Résumé
Lo Wang est un garde du corps et un exécuteur pour Zilla Enterprises, un puissant conglomérat qui contrôle toutes les grandes industries d’un Japon futuriste. Bien qu’il soit conscient de la corruption et du crime incontrôlés qui ont résulté de la domination de Zilla Enterprises, Lo Wang est trop fier de sa position bien rémunérée pour les attaquer. Cela change lorsque Maître Zilla, le président de la société qui désire d’avoir plus de pouvoir et de richesse, se lance dans un plan pour conquérir le Japon en utilisant des créatures du « côté obscur », ayant formé une alliance avec les divinités sombres qui les gouvernent. Quand il découvre cela, Lo Wang découvre qu’il ne peut plus supporter le mal de Zilla et quitte son travail. Maître Zilla se rend vite compte de la menace que représente Lo Wang et ordonne aux créatures de le tuer.
Forcé de se battre pour sa vie, Lo Wang parvient à massacrer des dizaines de serviteurs de Zilla jusqu’à ce qu’il découvre que Zilla a également fait assassiner son ancien mentor, Master Liep. À la suite des dernières paroles de son mentor, Lo jure de mettre fin aux stratagèmes de Zilla. Le jeu se termine avec Lo Wang battant Maître Zilla, qui essaie et échoue de le tuer tout en pilotant un énorme robot de guerre inspiré d’un samouraï. Cependant, Zilla est capable de s’échapper et informe son ancien garde du corps qu’ils se reverront un jour.

## Gameplay
Shadow Warrior est un jeu de tir à la première personne similaire à Duke Nukem 3D et utilisant le même moteur. Les joueurs dirigent le protagoniste, Lo Wang, à travers des environnements tridimensionnels ou « niveaux ». Tout au long des niveaux, des ennemis attaquent Lo Wang, qui peuvent être tués par le joueur en utilisant des armes telles qu’un katana. Shadow Warrior propose également des énigmes qui doivent être résolues pour progresser dans différents niveaux.
L’arsenal d’armes de Lo Wang comprend des armes à thème japonais telles que les shurikens qui étaient « susceptibles [d’être] abandonnées au profit [d’une] arme amusante de haute technologie » en développement et un katana, et a marqué la première apparition d’une bombe collante dans un FPS, une idée popularisée plus tard par le jeu Halo. Il comprend également des armes telles que Uzi, un pistolet anti-émeute, des obus de feux et un railgun (Lo Wang dit souvent « Il est temps de s’effacer ! Ha ha ! » en ramassant cette arme). De plus, la tête et le cœur de certains ennemis peuvent être utilisés comme armes.
Shadow Warrior était un jeu ambitieux, contenant de nombreuses fonctionnalités que l’on ne verra que plus tard. Par exemple, le jeu propose des tourelles et divers véhicules (tels que des chars) dans lesquels le joueur peut se déplacer librement, des échelles grimpables et plusieurs modes de tir pour diverses armes.

## Développement
Le développement de Shadow Warrior a commencé au début de 1994 sous le nom de Shadow Warrior 3D, et des captures d’écran préliminaires a été publié avec Hocus Pocus en mai 1994. Jim Norwood a eu l’idée du jeu, George Broussard a conçu le personnage Lo Wang et Michael Wallin a fait quelques croquis du concept.
Broussard en 1996 a déclaré : « Nous voulons que Shadow Warrior surpasse Duke Nukem 3D dans ses fonctionnalités et son gameplay et c’est un ordre TALL. » À cette fin, plus d’humour ironique a été ajouté au jeu existant afin de mieux correspondre au style du populaire Duke Nukem 3D. La version shareware de Shadow Warrior a était publiée en Amérique du Nord par GT Interactive Software le 13 mai 1997, et la version complète a été publiée le 12 septembre 1997. À l’E3 1997, un espace du stand GT Interactive Software était dédié à Shadow Warrior.

### Bande sonore
Lee Jackson, qui avait déjà composé la bande originale de Duke Nukem 3D a également composé la bande originale de Shadow Warrior. Un clavier Kurzweil K2500R5 a été utilisé pour produire la musique. Shadow Warrior utilise les pistes audio du CD du jeu pour la lecture de musique plutôt que le périphérique MIDI du système, ce qui permet une meilleure qualité générale et l’utilisation d’échantillons et d’effets impossibles avec la musique MIDI. Cela a permis à Lee Jackson d’inclure une grande variété d’instruments prenant en charge le thème de l’Asie de l’Est du jeu ainsi que d’inclure des pistes ambiantes qui dépendent d’une conception sonore avancée. La prise en charge MIDI, y compris les versions MIDI de cinq chansons de la bande originale du jeu, a été ajoutée exclusivement à la version shareware qui devait être de petite taille.
Une chanson spéciale appelée Lo Wang’s Rap a était incluse dans l’une des pistes audio du disque du jeu. Il a été créé à partir d’extraits sonores et d’extraits de sessions d’enregistrement avec John William Galt, le doubleur interprète de Lo Wang. Cette chanson a été jouée pendant la séquence des crédits après avoir terminé le jeu. Jackson a écrit et enregistré une piste de musique d’accompagnement, puis a utilisé un DAW pour arranger les voix dessus de manière à donner l’impression que Lo Wang rappait. La chanson est sortie en MP3 sur le site Web de 3D Realms.

## Sortie

### Versions
- Shadow Warrior Registered est la version 1.2 originale publiée le 12 septembre 1997 pour MS-DOS et le 1er octobre 1997 pour Mac OS.
- Shadow Warrior Classic Complete est la version PC de Shadow Warrior qui a été publiée sur GOG.com et comprend le jeu principal et les deux packs d'extension, Wanton Destruction et Twin Dragon . Alors que la version Steam est gratuite (voir ci-dessous), la version GOG.com était auparavant payante et dispose d'une copie numérique de la bande originale du jeu en MP3 et FLAC et du manuel du jeu livré avec le jeu. Publié par Devolver Digital, il a été publié le 15 novembre 2012, en utilisant DOSBox pour fonctionner sur des systèmes modernes[11]. Depuis le 2 septembre 2016, avec la sortie de Classic Redux sur GOG, Classic Complete est devenu gratuit.
- Shadow Warrior (iOS) est la version iOS de Shadow Warrior qui a été portée et publiée par le développeur indépendant General Arcade. Il est sorti le 19 décembre 2012 sur l' App Store[12].
- Shadow Warrior Classic (anciennement Shadow Warrior Original ) est la version MS-DOS originale de Shadow Warrior qui a été publiée sur Steam en utilisant DOSBox. Il est gratuit et inclut la version originale enregistrée mais n'inclut pas les packs d'extension. Publié par Devolver Digital, il a été publié le 29 mai 2013[13].
- Shadow Warrior Classic Redux est une version PC de Shadow Warrior, publiée sur GOG.com et Steam pour Microsoft Windows, OS X et Linux avec le jeu principal et les deux packs d'extension, Wanton Destruction et Twin Dragon . Développé par General Arcade et publié par Devolver Digital, il est sorti le 8 juillet 2013 avec des graphismes et des visuels OpenGL améliorés, un son remasterisé et une compatibilité avec les PC modernes[14].
- Shadow Warrior (Classic) est la version PC reconstruite avec le support de Microsoft Windows et OS X, publiée par 3D Realms dans le cadre du 3D Realms Anthology Bundle, elle a été publiée le 23 octobre 2014 sur leur propre site Web et le 5 mai 2015 sur Steam.

### Packs d'extension
Deux packs d'extension, Wanton Destruction et Twin Dragon, ont été publiés. Le troisième, Deadly Kiss de SillySoft, reste inédit, mais des captures d'écran ont été publiées en janvier 1998.
- Twin Dragon est sorti en téléchargement gratuit le 4 juillet 1998. Il a été créé par Level Infinity et Wylde Productions. Le jeu révèle que Lo Wang a un frère jumeau, Hung Lo, avec qui il a été séparé dans sa petite enfance. Hung Lo devient une personne sombre dont le but est de détruire le monde. Semblable à Maître Zilla, il utilise les créatures du «côté obscur», des enfers criminels et les restes de Zilla pour atteindre ses objectifs. Lo Wang doit voyager à travers ses sbires sombres, atteindre son palais et vaincre le diabolique Twin Dragon Hung Lo une fois pour toutes. Le jeu propose 13 nouveaux niveaux, de nouveaux sons, des illustrations et un nouveau boss final, Hung Lo, qui a remplacé Zilla.
- Wanton Destruction a été créé par Sunstorm Interactive et testé par 3D Realms, mais n'a pas été publié par le distributeur. Charlie Wiederhold a présenté les quatre cartes qu'il a créées pour 3D Realms et a donc été embauché en tant que concepteur de niveaux pour Duke Nukem Forever . Avec sa permission, il a publié les cartes le 22 mars 2004. Le 5 septembre 2005, Anthony Campiti - ancien président de Sunstorm Interactive - a informé 3D Realms par e-mail qu'il avait trouvé le module complémentaire Wanton Destruction, et il a été publié gratuitement le 9 septembre 2005[16]. L'extension, raconte les aventures de Lo Wang après le jeu original. Il rend visite à ses proches aux États-Unis, mais est à nouveau contraint de combattre les forces de Zilla. Le jeu se termine par une bataille contre Master Zilla au-dessus des rues de Tokyo, qui se termine par la mort de Master Zilla. Le jeu propose 12 nouveaux niveaux, de nouvelles illustrations et quelques nouveaux ennemis, tels que des ennemis humains, bien qu'ils agissent toujours comme leurs homologues d'origine.

## Accueil
NPD Techworld, une entreprise qui a suivi les ventes aux États-Unis, signalé 118 500 unités vendues de Shadow Warrior en décembre 2002,.
Les critiques sont mitigées et les notes varient de moyenne à positive. Thierry Nguyen de Computer Gaming World a commenté: « Shadow Warrior est un jeu d'action moyen. Bien qu'il y ait de bonnes améliorations au moteur BUILD et une bonne conception de niveau et une IA ennemie, le reste du jeu est médiocre.» En revanche, GamePro a déclaré que « Shadow Warrior obtient un score élevé à la fois en termes de style et de conception de niveau. . . . Il est amélioré par un niveau de difficulté élevé, une excellente bande-son audio, une musique d'ambiance et des environnements dont vous pouvez vraiment croire qu'ils existent. . . « Tim Soete de GameSpot l'a appelé « une entrée tardive dans le domaine des jeux d'action basés sur des sprites qui est assez amusant malgré ses qualités désuètes. » La critique de GamingOnLinux, Hamish Paul Wilson, a décidé dans une rétrospective ultérieure que Shadow Warrior était le plus faible des trois principaux jeux du moteur, déclarant que son jeu de tir était « le moins équilibré et ses niveaux les plus susceptibles de sombrer dans l'ennui ou la frustration ».

### Héritage
3D Realms a publié le code source du moteur Shadow Warrior le 1er avril 2005 sous la licence publique générale GNU. En raison du moment choisi pour la publication du code source, certains utilisateurs ont d’abord cru qu’il s’agissait d’une blague du poisson d’avril. Le premier portage source, JFShadowWarrior, a été créé par Jonathon Fowler et publié un jour plus tard le 2 avril 2005, incluant le support Linux et les améliorations de son portage source JFDuke3D. Depuis janvier 2015, il n’y a pas eu de nouvelle version de JFShadowWarrior depuis le 9 octobre 2005. Shadow Warrior pour iOS est sorti le 19 décembre 2012 par 3D Realms et le développeur indépendant General Arcade.
Le site officiel a été créé par Jeffrey D. Erb et Mark Farish d’Intersphere Communications.
Deux romans originaux mettant en vedette Lo Wang ont été publiés. For Dead Eyes Only a était écrit par Dean Wesley Smith et You Only Die Twice de Ryan Hughes. Les titres des romans parodient les titres de la série de livres James Bond d’Ian Fleming. 